# Proplatycnemis melana
Proplatycnemis melana – gatunek ważki z rodziny pióronogowatych (Platycnemididae). Endemit wyspy Anjouan w archipelagu Komorów.